# Uapou maculata
Uapou maculata là một loài nhện trong họ Linyphiidae.
Loài này thuộc chi Uapou. Uapou maculata được Lucien Berland miêu tả năm 1935.